# Saison 1983 de l'USFL
Navigation
1984
- Division Central
- Division Pacific
- Division Atlantic

La saison 1983 de l'USFL est la 1re édition du championnat professionnel de football américain organisé par la ligue mineure dénommée United States Football League.
Il s'agit d'une ligue de printemps dans la mesure où le calendrier de la saison est décalé par rapport à celui de la prestigieuse NFL.
La compétition met en présence douze franchises réparties dans trois divisions.
La saison régulière 1983 commence le 6 mars et se termine le 3 juillet.
Les demi-finales se déroulent les 9 et 10 juillet, la finale étant disputée le 17 juillet au Mile High Stadium de Denver dans le Colorado.
La finale est remportée par les Panthers du Michigan.

## Classement général de la saison régulière
| Qualifié pour les demi-finales |

| Atlantic Division    |      |      |      |        |          |            |
| Franchise            | Vic. | Déf. | Nuls | % vic. | Pts pour | Pts contre |
| Philadelphia Stars   | 15   | 03   | 0    | 83,3   | 379      | 204        |
| Boston Breakers      | 11   | 07   | 0    | 61,1   | 399      | 334        |
| New Jersey Generals  | 06   | 12   | 0    | 33,3   | 314      | 437        |
| Washington Federals  | 04   | 14   | 0    | 22,2   | 297      | 442        |
| Central Division     |      |      |      |        |          |            |
| Franchise            | Vic. | Déf. | Nuls | % vic. | Pts pour | Pts contre |
| Michigan Panthers    | 12   | 06   | 0    | 66,7   | 451      | 337        |
| Chicago Blitz        | 12   | 06   | 0    | 66,7   | 456      | 271        |
| Tampa Bay Bandits    | 11   | 07   | 0    | 61,1   | 363      | 378        |
| Birmingham Stallions | 09   | 09   | 0    | 50,0   | 343      | 326        |
| Pacific Division     |      |      |      |        |          |            |
| Franchise            | Vic. | Déf. | Nuls | % vic. | Pts pour | Pts contre |
| Oakland Invaders     | 9    | 09   | 0    | 50,0   | 319      | 317        |
| Los Angeles Express  | 8    | 10   | 0    | 44,4   | 296      | 270        |
| Denver Gold          | 7    | 11   | 0    | 38,9   | 284      | 304        |
| Arizona Wranglers    | 4    | 14   | 0    | 22,2   | 261      | 442        |

## Demi-finales
Les vainqueurs sont en gras
| Demi-finales    |                    |         |                  |                    |
| Date            | Domicile           | Score   | Visiteur         | Remarque           |
| 9 juillet 1983  | Philadelphie Stars | 44 - 38 | Chicago Blitz    | après prolongation |
| 10 juillet 1983 | Michigan Panthers  | 37 - 21 | Oakland Invaders |                    |

## Finale
La finale a lieu à Denver.
| Finale          |                   |         |                    |
| Date            | Vainqueur         | Score   | Finaliste          |
| 17 juillet 1983 | Michigan Panthers | 24 - 22 | Philadelphie Stars |